# Principat de Transsilvània
El Principat de Transsilvània (en romanès: Principatul Transilvaniei; en hongarès: Erdélyi Fejedelemség; en alemany: Fürstentum Siebenbürgen) va ser un estat independent d'idioma i cultura hongaresa, amb una monarquia electiva que va existir entre mitjans del segle xvi i principis del segle xviii, en els territoris de l'actual regió de Transsilvània que es troba dins de les fronteres de la moderna Romania. El Principat de Transsilvània va ser l'Estat que va mantenir viva la cultura hongaresa durant el període de crisi i decadència que va seguir a derrota a la batalla de Mohács (1526) contra els turcs on va morir el rei Lluís II d'Hongria. La principal figura d'aquest Estat era el Príncep de Transilvania, el qual era elegit d'entre la noblesa hongaresa per la gran assemblea dels alts ordres. En moltes ocasions el sultà de l'Imperi Otomà intervenia directament en la política interna del Principat, traient o col·locant en el càrrec superior a aquell noble hongarès que li convingués, perquè si bé aquest Estat era independent, no obstant això pagava tributs als turcs pels seus privilegis. El Principat de Transsilvania va desaparèixer quan el regne hongarès va ser reunificat després de 1686 pels Habsburg, i el títol de príncep transsilvà fou dissolt. Des de llavors l'emperador germànic seria el monarca suprem per a tots els territoris hongaresos.

## Història

### La caiguda hongaresa i el sorgiment del Principat

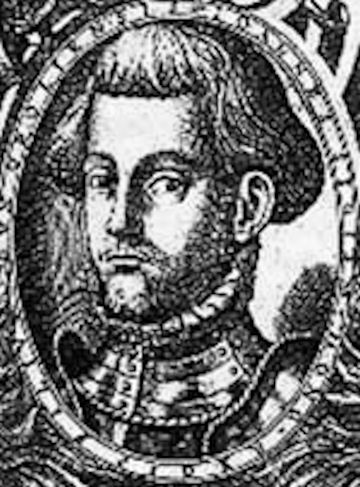
Comte Joan Segimon Szapolyai, primer Príncep de Transilvania

La regió de Transsilvània sempre va formar part del Regne d'Hongria fundat pel rei Sant Esteve I d'Hongria l'any 1000. Ell mateix, en formar les diòcesis i arxidiòcesis en el nou regne, va establir una a Transsilvània, i al capdavant d'aquesta va col·locar a la figura del Voivoda de Transsilvània, càrrec vitalici i no hereditari que era assignat pel mateix rei d'Hongria a alts nobles, als quals tenia la potestat de destituir quan ho considerés oportú.
En 1526 els exèrcits hongaresos van ser derrotats pels turcs otomans a la batalla de Mohács, on també va morir el rei Lluís II d'Hongria. El tron va quedar vacant, ja que el monarca no tenia fills hereus, i immediatament va començar la carrera per apropiar-se del títol de rei. Primer el comte hongarès Joan Szapolyai, voivoda transsilvà, es va fer coronar com a rei Joan I d'Hongria, mentre per altra banda, el germà menor de l'emperador del Sacre Imperi Romanogermànic, Ferran I d'Habsburg, va reclamar els seus drets sobre Hongria, ja que havia pres per esposa la germana del rei difunt. En fer-se coronar un any després, després de la intervenció del seu germà l'emperador i rei Carles I d'Espanya, Ferran es va convertir llavors en un dels dos anti-reis hongaresos d'aquesta època. Els conflictes armats es van succeir i Joan I es va replegar a la regió de Transsilvània, on es trobava més segur davant els exèrcits imperials que havien ocupat els territoris occidentals i centrals del regne hongarès.
Amb el suport del sultà turc Solimà el Magnífic, Joan I va aconseguir que els exèrcits otomans avancessin cap a occident en 1529 i va expulsar les forces imperials del regne. Després d'això, el nou rei hongarès va arribar a la ciutat de Buda, on va fixar la seva cort. Ferran I va continuar conspirant i actuant per obtenir el control del regne, fins que finalment va convenir en secret en 1538 amb Joan I que, ja que el rei hongarès no tenia fills, després de la seva mort l'Habsburg es convertiria en rei. No obstant això, en 1540, pocs dies abans de la mort de Joan I, la seva esposa Isabela Jagelló d'Hongria va infantar un fill home, Joan Segimon de Zápolyai (Joan Segimon Szapolyai) el qual, en un clar incompliment de l'acord secret, fou elegit rei immediatament.
Molest, Ferran va decidir reclamar els seus drets per la força, però el sultà, en assabentar-se que els cristians conspiraven i feien pactes secrets, va decidir que ni germànics ni hongaresos eren dignes de la seva confiança, per la qual cosa va mobilitzar els seus exèrcits i va ocupar la ciutat reial de Buda el 1541. Aviat el regne hongarès es va veure dividit en tres parts, una occidental sota el control dels Habsburg, on Ferran I seguia sent rei hongarès, una central sota ocupació otomana, i una oriental, Transsilvània, on la reina Isabela actuava com a regent al costat de l'arquebisbe Jordi Martinuzzi mentre el nadó Joan Segimon arribava l'edat apropiada per governar. Amb el pas dels anys, la posició independent de Joan Segimon es va reforçar cada vegada més. Es va convertir en un monarca culte i amant dels idiomes, la història, i també caracteritzat per una gran tolerància religiosa. Joan Segismmon Szapolyai, de confessió religiosa protestant, va promoure que en 1568 es signés l'Edicte de Turda on s'estipulava que s'havien de respectar les quatre tendències religioses cristianes principals de Transsilvània: catolicisme, luteranisme, calvinisme i unitarisme (en aquell moment la migració dels romanesos a Transsilvània no havia començat, per tant no existien practicants de fe ortodoxa). Aquest edicte va ser el primer tractat de tolerància religiosa al món, i convertí a Transsilvània en el primer estat del món on es va poder practicar lliurement qualsevol de les confessions religioses protestants.
Pel que fa a la independència de Transsilvània, la qual va arribar a ser coneguda inclusivament per alguns en aquest temps com a "Regne d'Hongria d'Orient", aviat es va concretar quan Joan Segimon es va veure forçat a arribar a un acord amb el fill del difunt Ferran I, el nou emperador germànic Maximilià II d'Habsburg, que també era rei d'Hongria. Els dos monarques van signar llavors en 1570 el Tractat d'Espira on Maximilià reconeixia Joan Segi,pm com a Príncep de Transsilvània, i la considerava una unitat politicoadministrativa independent, a canvi que el fill del mort rei Joan I d'Hongria renunciés a les seves pretensions sobre el tron hongarès. A partir d'aquest moment, els següents monarques Habsburg van ser reis d'Hongria, i a Transsilvània es va instaurar una monarquia electiva, atès que Joan Segimon va morir sense fills hereus, i la gran assemblea nomenà el comte Esteve Báthory com el seu successor en 1571.

### L'ascens del Principat de Transsilvània i la Guerra dels Quinze Anys

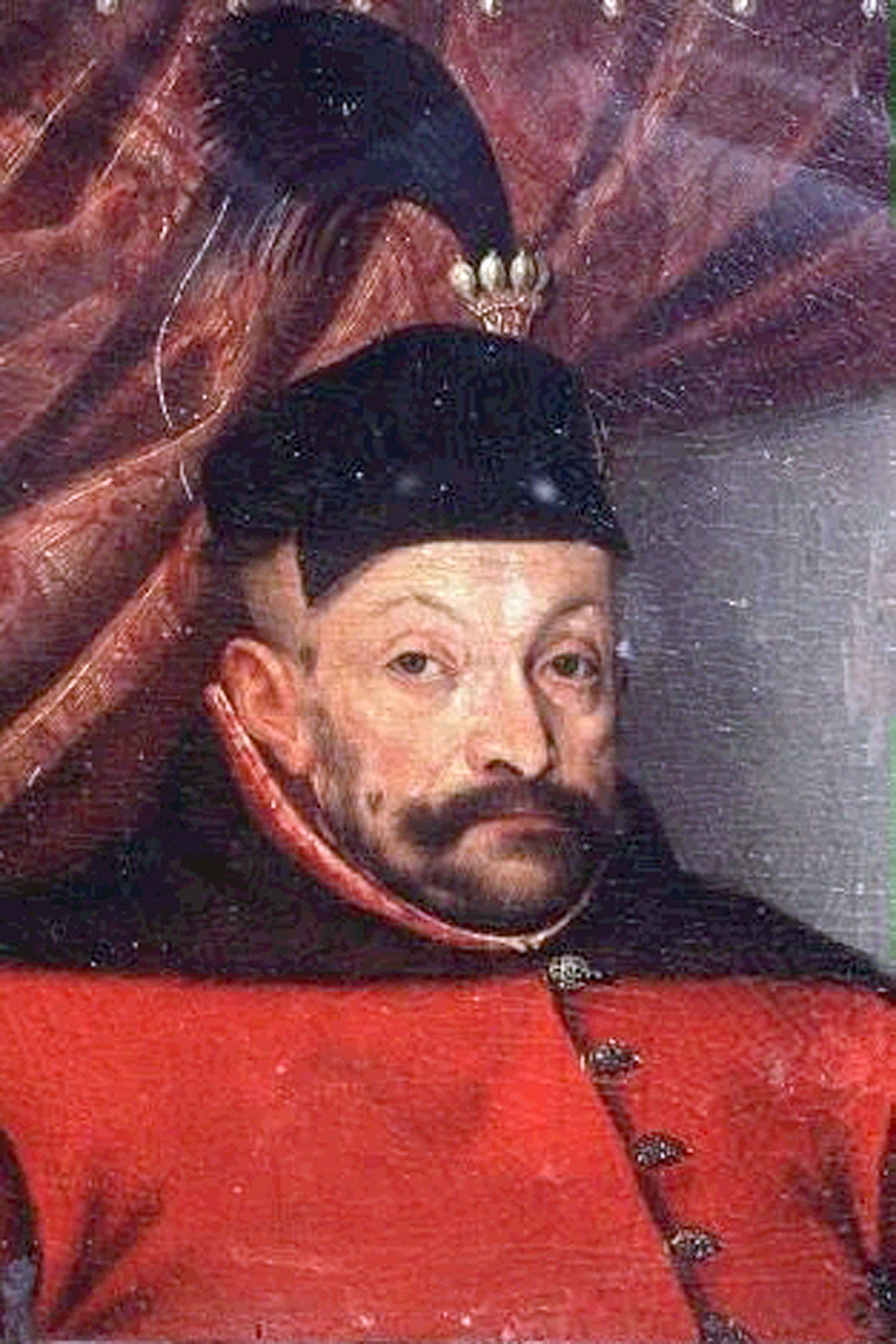
Comte Esteve Báthory, Príncep de Transsilvània

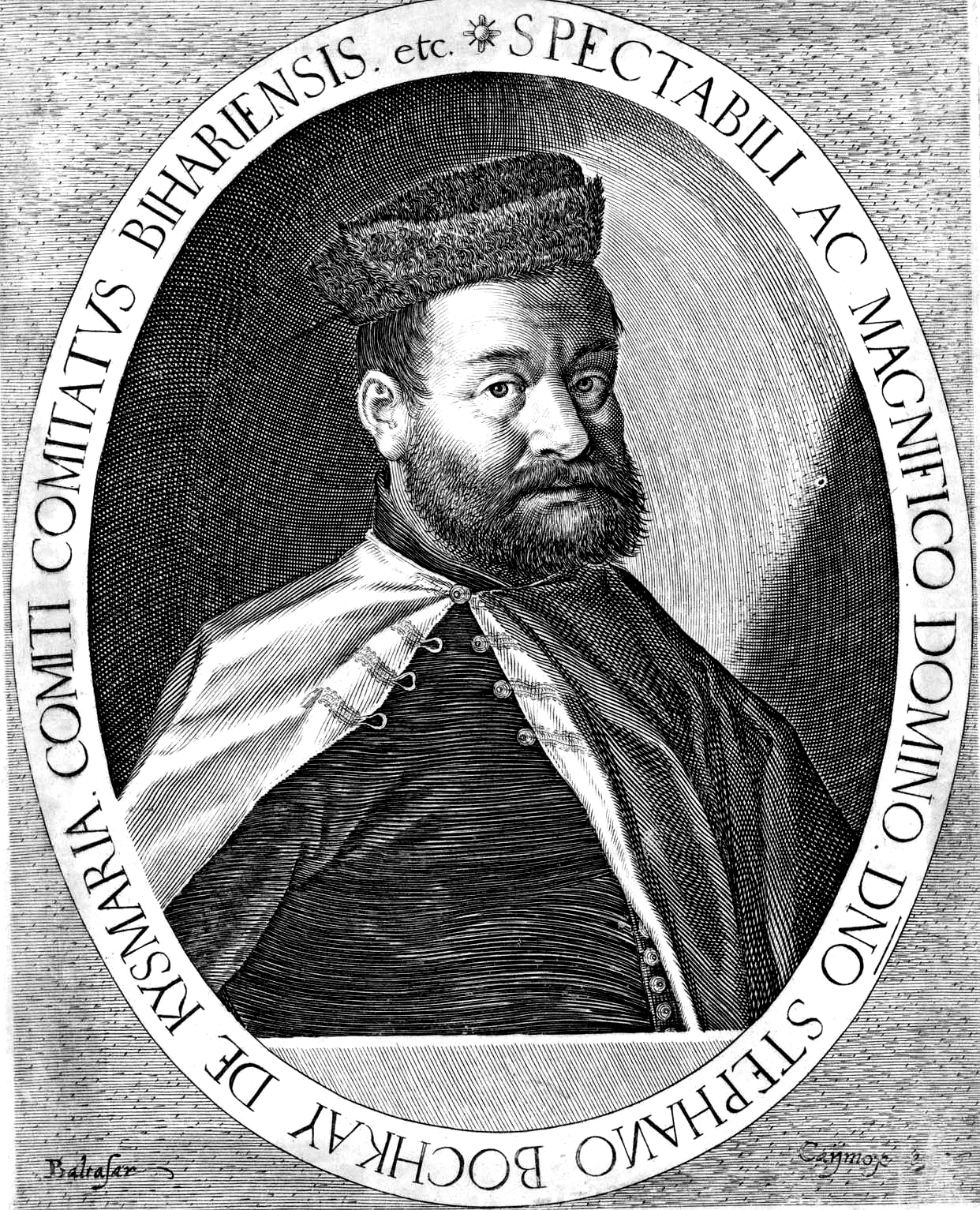
Baró Esteve Bocskai, Príncep de Transsilvània, lluitador per la reunificació de les tres parts del Regne d'Hongria.

Esteve Báthory va ser un monarca que va regnar amb habilitat. El Principat va ser elevat gradualment a un alt nivell cultural, i va adquirir més importància encara, quan en 1576 fou elegit com a rei de Polònia. El comte hongarès no va renunciar al títol de príncep transsilvà, sinó que per contra va canviar la seu a Cracòvia, des d'on va governar deixant al seu germà gran Cristòfol Báthory com a regent a Transsilvània. Esteve Báthory, de confessió catòlica, es va esforçar per enfortir la fe de Roma, per a la qual cosa va portar jesuïtes a Transsilvània, la qual s'havia convertit majoritàriament al protestantisme després de la reforma de Luter. Si bé no va perseguir directament els protestants, sí que va arrestar el bisbe unitari Ferenc Dávid, un important personatge anti-catòlic en la Transsilvània d'aquesta època. Esteve Báthory fou llavors la principal figura vinculada amb l'ascens del Principat, que progressivament va conduir cap a una època daurada. En 1581 va morir Cristòfol Báthory, i fou elegit com a successor el seu petit fill Segimon Bathory de 9 anys, ja que Esteve Báthory desitjava que existís certa continuïtat familiar en el regnat. Els tutors van cuidar de Segismon fins que va assumir el tron transsilvà a la seva edat adulta en 1588, dos anys després de la mort d'Esteve Báthory.
D'altra banda, l'Habsburg Rodolf II, rei d'Hongria, desitjava estendre les seves influències sobre el Principat per reunificar el regne hongarès sota la seva figura, per la qual cosa va sorgir un confús període de guerres i conflictes que van tenir lloc entre nombroses firmes de pau, on Segimon Bathory es va veure forçat a renunciar quatre vegades al tron del Principat. Aquesta època va ser coneguda com la Guerra dels Quinze Anys, i va estar caracteritzada per constants aliances i enfrontaments entre germànics, hongaresos i otomans per igual. La noblesa hongaresa no aprovava la política pro-Habsburg de Segimon Bathory, per la qual cosa l'emperador germànic i rei hongarès va haver d'enviar el seu general mercenari Giorgio Basta el 1598 perquè tranquil·litzés els hongaresos. El resultat va ser encara pitjor: al març de 1599, Segismom va cridar el seu cosí Andreu Báthory perquè ocupés el seu càrrec, i posteriorment el voivoda de Valàquia, Miquel el Valent al novembre 1599 va forçar a l'assemblea de nobles hongaresos a Gyulafehérvár a triar-lo príncep, i després envaí la ciutat aprofitant la situació caòtica.
Aviat les forces de Giorgio Basta es van unificar amb les de Miguel el Valent, i van derrotar a les de Segimon Bathory, però després d'haver aconseguit la seva victòria, el mercenari germànic va manar a matar el voivoda de Valàquia a 1601. Tenint el control sobre el Principat, semblava que l'únic que restava era que fos investit amb el càrrec oficialment, però l'assemblea transsilvana va triar al maig de 1603 el noble Moisès Székely per ocupar el càrrec de príncep, ja que Segimon Bathory havia fugit a l'exili a Bohèmia. Però després de només dos mesos com a príncep, Székely va deixar el principat vacant novament. No va ser fins al 1604, que l'oncle de Segimon Bathory, el baró hongarès Esteve Bocskai (germà de la seva mare Isabel Bocskai) va mobilitzar els seus exèrcits transsilvans i va derrotar Giorgio Basta, que va fugir i va deixar el control de l'Estat en mans del noble hongarès. Bocskai fou elegit príncep oficialment el 1605, i va ser considerat una de les figures més rellevants, ja que el seu objectiu va ser honrat per tots els hongaresos per igual: reunificar les tres parts del Regne d'Hongria, arrabassant la seva als Habsburg.
Davant d'això, va lliurar moltes batalles contra l'emperador germànic i rei hongarès Rodolf II d'Habsburg, que havia confiat la conducció dels seus exèrcits al seu germà l'arxiduc Maties d'Habsburg. No obstant això l'empresa d'Esteve Bocskai no es va arribar a consumar, atès que va morir enverinat al desembre de 1606. Al començament de 1607 l'assemblea transsilvana va triar un dels nobles més influents del Principat per ocupar el lloc de Bocskai: Segimon Rákóczi.

### L'època daurada del Principat de Transsilvània

#### El successor d'Esteve Bocskai

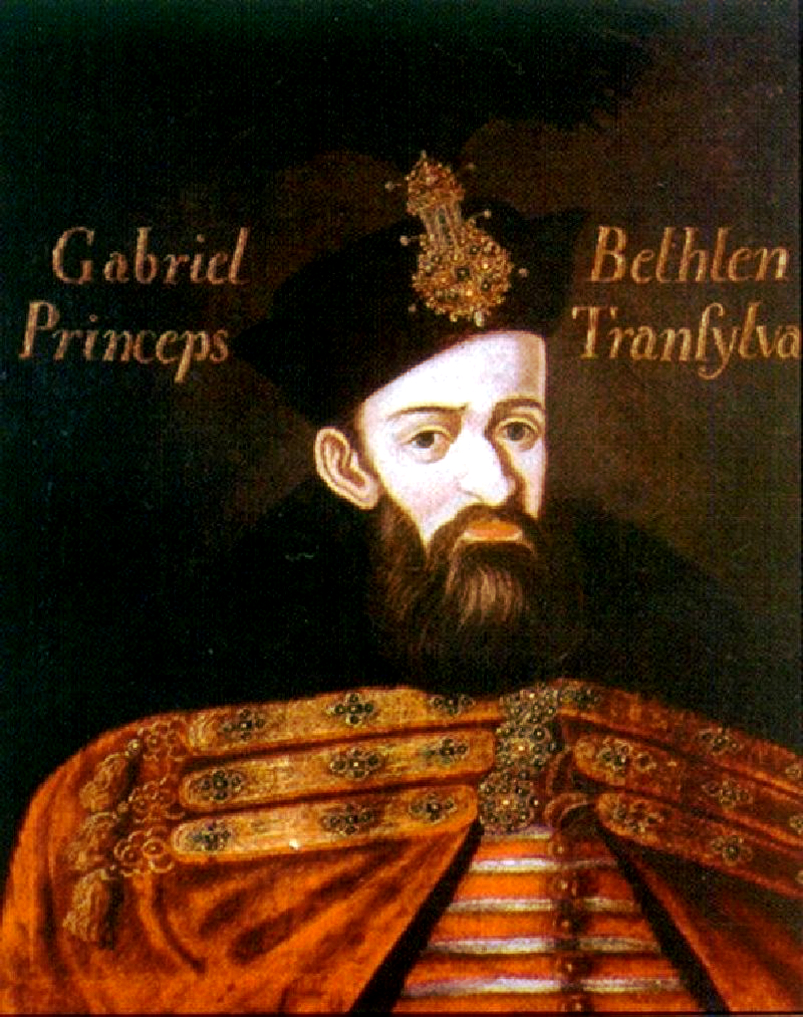
Comte Gabriel Bethlen, príncep de Transilvania.

Segimon Rákóczi fou elegit com a príncep després d'una hàbil però poc honesta jugada política. Valentí Homonnai Drugeth i Gabriel Báthory, els dos principals candidats a succeir el mort Esteve Bocskai van partir acompanyant el seguici fúnebre del príncep. En aquell moment Rákóczi es va absentar de la a la processó, es va avançar i fou elegit per ocupar el càrrec suprem transsilvà. Si bé Segimon va ser popular al començament del seu govern, ja que va atorgar molts privilegis a la noblesa hongaresa i székely a Transsilvània, aviat els soldats camperols hajdú que havien lluitat per Bocskai, van començar a alçar-se i a generar conflictes. Per tal d'evitar problemes i vessament de sang, aviat Segimon Rákóczi va signar un pacte amb Gabriel Báthory, que estava aliat amb els rebels i així, al març de 1608 va quedar vacant el càrrec de príncep transsilvà. Per descomptat, davant d'aquesta situació, l'assemblea transsilvana va triar llavors Gabriel Bathory com a nou príncep, i aquest, gairebé immediatament, va mobilitzar els seus exèrcits contra l'Estat veí de Valàquia (en romanès: Ţllaura Românească o Valahia) d'ètnia romanesa. Això va generar la ira del sultà turc, que desaprovava aquest tipus d'accions militars promotores del caos dins d'estats que es trobaven sota el seu poder. Igualment Báthory va excloure del seu govern els saxons, una important minoria dins del Principat, que disgustats van cridar el 1611 el voivoda Radul de Valàquia perquè envaís Transsilvània.
Les forces valaques van ser expulsades i després d'això va arribar un exèrcit germànic sota el comandament del comte hongarès Segimon Forgách, que havia estat enviat per l'emperador per sotmetre Báthory. Novament va mantenir el seu càrrec després de la signatura d'un acord de pau, Báthory finalment va ser derrotat el 1613 per un altre exèrcit germànic, en aquesta oportunitat comandant pel comte hongarès Gabriel Bethlen. Báthory va aconseguir escapar, però va ser assassinat en la seva fugida per un székely a l'octubre del 1613. L'assemblea transsilvana va triar aquest mateix mes Gabriel Bethlen com a nou successor del tron, una elecció que comptava també amb la benedicció del sultà otomà.

#### La Guerra dels Trenta Anys

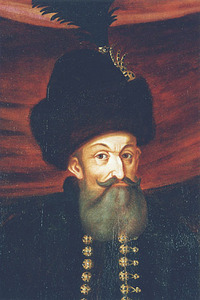
Jordi Rákóczi II, príncep de Transsilvània.

Gabriel Bethlen és considerat un dels prínceps transsilvans més importants. Fou un gran mecenes cultural, promotor de l'art i les danses, les ciències, va omplir la seva cort d'estrangers portats des d'Itàlia, Espanya, Alemanya i molts altres països. Aviat Kolozsvár es va convertir en la capital mercantil i cultural de tota l'Europa central, i el Principat en una petita potència que va mantenir viva la flama cultural hongaresa, ja que els territoris centrals del regne es trobaven ocupats pels otomans i despoblats en la seva majoria, i els territoris occidentals es trobaven en mans dels Habsburg. En veure l'esclat de la Guerra dels Trenta Anys com una oportunitat factible d'enfrontar frontalment als Habsburg, Gabriel Bethlen (de religió calvinista) va manifestar la seva desaprovació a les sancions anti-protestants preses per l'emperador germànic Ferran II d'Habsburg el 1618 contra Bohèmia. En organitzar-se la lliga de països protestants que es van enfrontar als Habsburg, Bethlen va ser un dels primers a unir-s'hi, ja que si l'emperador catòlic Ferran II d'Habsburg era derrotat, Hongria podia ser reunificada, i el Príncep de Transsilvània podria ser col·locat al capdavant. D'aquesta manera, seria un monarca hongarès qui governaria de nou el regne i no, per contra, un de germànic des de la cort de Viena com succeïa des de feia dècades.
Les campanyes de Bethlen foren, al començament, majoritàriament reeixides, i en 1620 una assemblea de nobles hongaresos el va nomenar rei, però aquest no va acceptar el títol. En 1624 va conduir una segona campanya contra els Habsburg, la qual no va ser tan favorable com la primera i va acabar amb la pau de Viena el 8 de maig del mateix any. Sense donar-se per vençut, Bethlen va intentar establir una gran coalició protestant contra els Habsburg i va prendre per esposa Caterina de Brandenburg el 1626, però la campanya que va conduir aquest mateix any contra l'emperador germànic Ferran II va acabar en fracàs, i es veié obligat a signar la pau de Bratislava. Llavors en 1629, igual que el seu predecessor Esteve Bocskai dècades abans, Bethlen va morir sense aconseguir complir el seu objectiu de reunificar Hongria, i deslliurar-la del poder dels Habsburg. Després de la seva mort, el poder transsilvà fou detingut per la seva esposa Caterina de Brandenburg, que va governar en nom de l'assemblea per un breu temps fins que el 28 de setembre de 1630 va ser succeïda per Esteve Bethlen, germà menor del difunt príncep.
Esteve Bethlen no va arribar a governar tres mesos, ja que l'assemblea el va obligar a renunciar al seu càrrec en favor d'un altre noble de major influència a Transsilvània: Jordi Rákóczi I, fill del difunt Segimon Rákóczi, que també havia estat príncep de Transsilvània. Ràpidament Rákóczi va continuar amb una política similar a la del difunt Bethlen i es va aliar amb les faccions protestants de la Guerra dels Trenta Anys. No obstant això, després de diversos atacs, no va obtenir victòries importants contra els Habsburg i es va conformar a governar dins de les fronteres del seu principat. En 1636 va derrotar les forces d'Esteve Bethlen, que s'havia penedit de renunciar al seu càrrec, i després d'assegurar novament el seu control sobre les seves fronteres, va conduir un parell d'anys després una campanya contra l'emperador germànic Ferran III d'Habsburg el 1644. Havent ocupat els territoris hongaresos de l'emperador es va disposar a avançar cap a Viena, però el sultà li ho va prohibir i li va ordenar de tornar a Transsilvània. A la pau de Linz de 1645, l'emperador va posar al seu costat el príncep Jordi Rákóczi a canvi de garantir als estaments hongaresos el dret de representació imperial i la llibertat de religió per als protestants, fet que va impedir la Contrareforma i el futur domini absolutista a Hongria. La Guerra dels Trenta Anys que va culminar en 1648 amb la victòria dels Habsburg catòlics. Després d'haver estat un gran promotor del protestantisme a Transsilvània, i d'haver fundat nombroses escoles calvinistes, Jordi Rákóczi I va morir el 1648, després de la qual cosa fou immediatament triat el seu fill, Jordi Rákóczi II, per ocupar el seu lloc.

### La desaparició del Principat

#### Declivi de la figura del príncep transsilvà

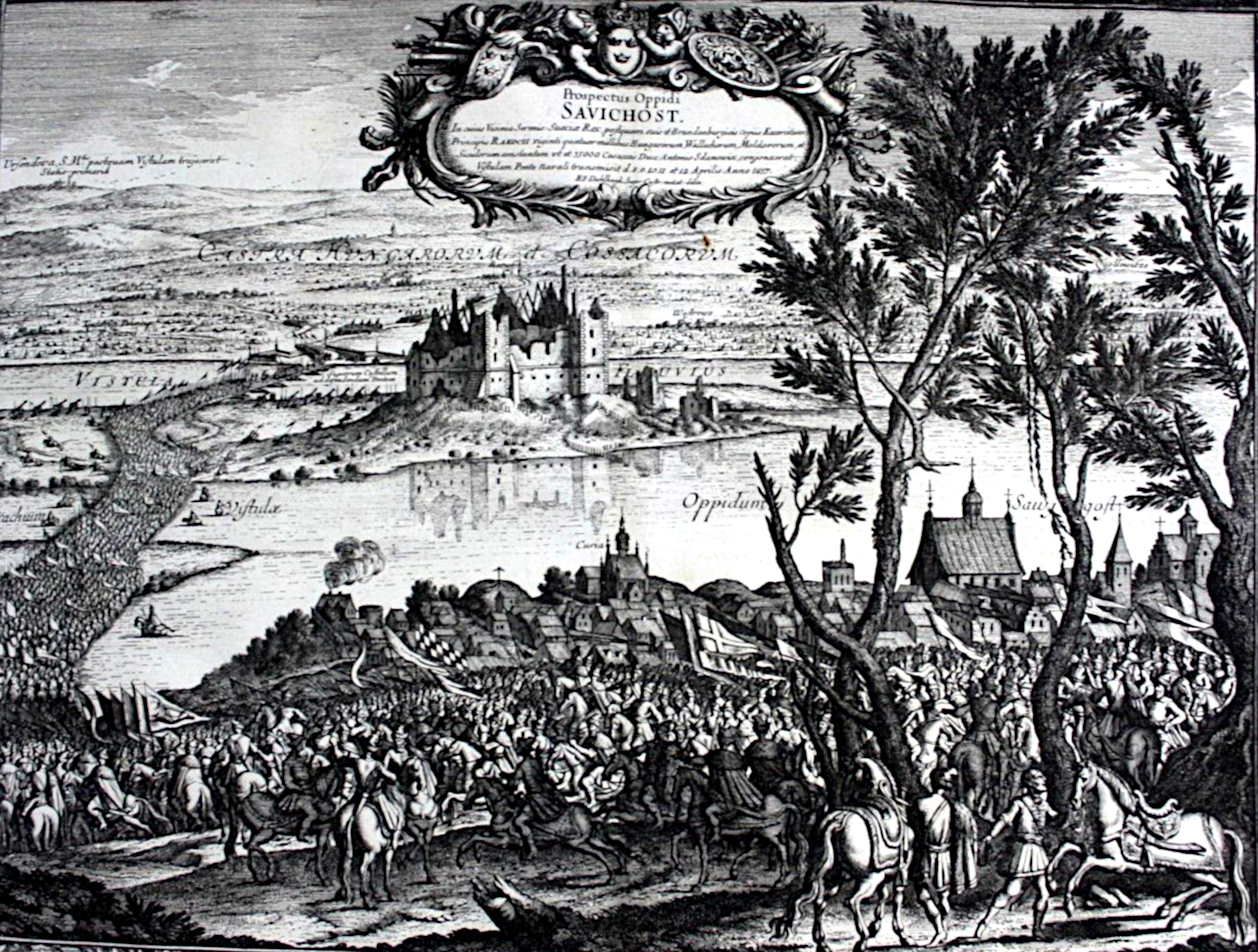
Exèrcits de Jordi Rákóczi II assetjant Varsòvia.

Jordi Rákóczi II fou nomenat príncep de Transsilvània l'11 d'octubre del 1648 després de la mort del seu pare. Una característica del govern de Rákóczi va ser la política d'expansió de la influència transsilvana per Europa, just com ho havia fet Esteve Báthory un segle abans. En 1655 va sorgir una guerra entre Polònia i Suècia per la successió del tron polonès, davant la qual cosa Rákóczi es va aliar immediatament amb els suecs i planejà apoderar-se del tron. Si bé els propis polonesos li van oferir la corona a Rákóczi amb la condició d'enfrontar-se al rei Carles X de Suècia, el monarca hongarès no va acceptar per tal de no generar conflictes amb el poderós sobirà. D'altra banda hi havia un detall que Rákóczi no havia considerat en el moment de marxar cap a Polònia per lluitar pel tron : no havia demanat l'autorització del sultà otomà per poder realitzar aquest moviment polític-militar a gran escala, la qual cosa va enfurismar les altes autoritats otomanes.
Ignorant els turcs, el gener de 1657 Rákóczi va partir per enfrontar-se al nou rei polonès Joan II Casimir Vasa, per a la qual cosa es va endur els exèrcits moldaus. Si bé al principi la campanya va ser reeixida, aviat els exèrcits cosacs i romanesos van abandonar Rákóczi, el qual resistí durant un breu període, mentre confiava els seus exèrcits al noble hongarès Joan Kemény. No obstant això, aviat Jordi Rákóczi II va ser atrapat pel kan mongol. El Gran Visir turc de Buda, Seydi Ahmet Paşa, havia decidit donar-li una lliçó a Rákóczi per la seva irreverència davant els otomans, i va cridar els exèrcits mongols, aliats dels otomans, perquè saquegessin Transsilvània com a represàlia. D'altra banda, el 2 de novembre de 1657 l'assemblea va ser obligada a triar un nou príncep transsilvà que estigués plegat als interessos del sultà otomà. Francesc Rhédey fou elegit per succeir Rákóczi, que va tornar molest i sense reconèixer aquesta elecció, i després va recuperar el tron el 9 de gener de 1658, quan Rhédely va renunciar al seu favor. Però els turcs, encara més disgustats, van continuar pressionant diplomàticament perquè Rákóczi fos destituït, i van ordenar que fos elegit Ákos Barcsay, la qual cosa va succeir l'11 d'octubre de 1658. Novament sense acceptar aquesta resolució, Rákóczi va tornar a avançar amb els seus exèrcits per recuperar el tron, però va ser derrotat al maig de 1660 a la batalla de Gilău, durant de la qual va rebre una ferida mortal. Rákóczi va morir als pocs dies i Ákos Barcsay va continuar llavors al tron, impedint que Francesc Rákóczi I, fill del difunt príncep destituït, pogués reclamar els seus drets successoris a Transsilvània.
No obstant això, el breu govern de Barcsay no va superar els tres mesos, ja que va ser capturat i assassinat pels homes del noble hongarès Joan Kemény, que no desitjava que el càrrec de príncep de Transilvania fos ocupat per un monarca totalment obedient a sultà. Fou elegit un nou príncep de Transsilvània va ser elegit, Joan Kemény, de severa postura anti-otomana. Després d'ocupar el tron, Kemény va iniciar una cacera on feu executar tots els hongaresos simpatitzants dels turcs, i va trencar relacions amb el govern del sultà. Immediatament Kemény va començar una sèrie de negociacions amb l'emperador germànic i rei hongarès Leopold I d'Habsburg, on planejava que Transsilvània passés a mans de poders cristians i el regne d'Hongria es reunifiqués finalment. Però el sultà, encès de còlera, va enviar els exèrcits otomans sobre Transsilvània per ocupar-la. Després d'això, Kemény va fugir a Viena buscant la protecció de Leopold I. Els turcs llavors van triar, el 14 de setembre de 1661, Miquel Apafi I, un nou príncep al qual podien manipular com ho desitgessin.

#### La reunificació del Regne d'Hongria

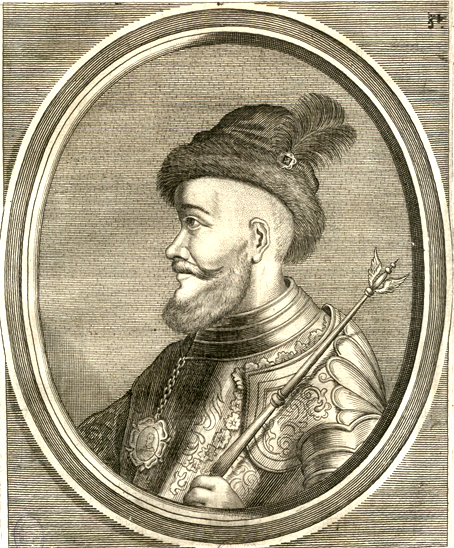
Miquel Apafi I, príncep de Transsilvània.

El nou monarca transsilvà Miquel Apafi I va continuar enfrontant-se a l'emperador germànic Leopold I d'Habsburg, i només van ser detingudes les ofensives hongareses quan el 1664 es va signar la pau de Vasvár, on Transsilvània era reconeguda com a Estat vassall dels otomans. Apafi no resultà ser un governant eficient, ja que obeïa els designis del sultà turc, tot i que això significà unir-se als exèrcits otomans al Setge de Viena de 1683. Per descomptat, Apafi considerava això apropiat, ja que podria aconseguir desfer-se dels Habsburg i reunificar el regne hongarès, i després resoldria el problema de la seva independència dels turcs, si és que resultava un seriós inconvenient. No obstant això, els exèrcits otomans van ser derrotats i es van veure forçats a fugir cap a territoris hongaresos, després d'això la Santa Lliga Catòlica comandada per l'emperador germànic Leopold I d'Habsburg, també rei d'Hongria va decidir endegar una ofensiva a gran escala per expulsar els turcs del regne d'Hongria en 1686. D'aquesta manera, els exèrcits cristians van començar a escombrar les tropes turques dels territoris hongaresos centrals que portaven més d'un segle ocupats. Els exèrcits imperials comandats per Carles V de Lorena, Maximilià II Manuel de Baviera, el rei Joan III Sobieski de Polònia i el príncep Eugeni de Savoia, entre molts d'altres nobles, continuaren guanyant batalla rere batalla, i es produí l'alliberament de Buda, la capital hongaresa que es trobava en mans turques des del 1541, fins que en 1687  les forces cristianes van ocupar amb èxit Transsilvània. Apafi es va rendir llavors davant Leopold I, el qual, després de tot era el legítim rei d'Hongria, i després d'alguns enfrontaments per sotmetre la noblesa transsilvana, l'Estat es va afeblir perillosament. Això es va agreujar quan el 1690 va morir el Príncep Miquel Apafi I, deixant el seu fill de 14 anys com a hereu al tron transsilvà.
L'assemblea transsilvana va escollir llavors al molt jove Miquel Apafi II com a successor del seu pare, el difunt príncep del mateix nom, i li van demanar a l'emperador germànic Leopold I que reconegués la sobirania i govern de Transsilvània. Tanmateix, precisament era això el que Leopold I no planejava fer. Va emetre en 1690 el Diploma Leopoldinum, on decidia la situació juridicopolítica de Transsilvània. Aquest document assenyalava que Transsilvània a partir d'aquest moment estava sota el poder del Sacre Imperi Romanogermànic, i havien de pagar un alt impost anual a Leopolo I, i que tres regentes, de les tres nacionalitats de Transsilvània (hongaresa, székely i saxona), havien d'administrar l'Estat fins que Miquel Apafi II complís l'edat apropiada per governar en nom de l'emperador germànic. D'altra banda, va ser fundada la cancelleria transsilvana a Viena, i Jordi Bánffy fou nomenat regent el 1691. Leopold I va continuar orquestrant hàbilment les seves jugades polítiques i va traslladar el jove príncep transsilvà a Viena, on li va atorgar el títol de Príncep Imperial Germànic, i el va forçar a renunciar oficialment, el 1701, al tron del Principat de Transsilvània (Miquel Apafi II va viure a la cort imperial a Viena fins al 1713 sense intervenir en la política directament).
Després que l'emperador germànic Leopold I d'Habsburg dissolgués el títol de Príncep de Transsilvània, no comptava amb el fet que un dels comtes hongaresos, amb qui s'havia enfrontat anteriorment, continuava guanyant influència. Quan Miquel Apafi I va ser derrotat el 1690, i el seu fill el va succeir en el tron, el sultà otomà va escollir, per altra banda, el noble hongarès Emeric Thököly com a príncep de Transsilvània. Thököly havia conduït una guerra d'independència contra els Habsburg, i enormes extensions septentrionals hongareses es trobaven sota el seu poder. No obstant això, aviat els exèrcits imperials van arribar a Transsilvània, i Thököly va haver de renunciar al seu càrrec i fugir a l'exili. En els següents anys es van produir enfrontaments menors entre la noblesa hongaresa que no desitjava rendir-se davant les forces de l'emperador, fins que finalment es va signar en 1699 el Tractat de Karlowitz, moment en què es va reunificar el regne d'Hongria i es va fixar una frontera per als otomans més enllà de Transsilvània.

#### Francesc Rákóczi II: L'última esperança hongaresa de la guerra independentista contra els Habsburg

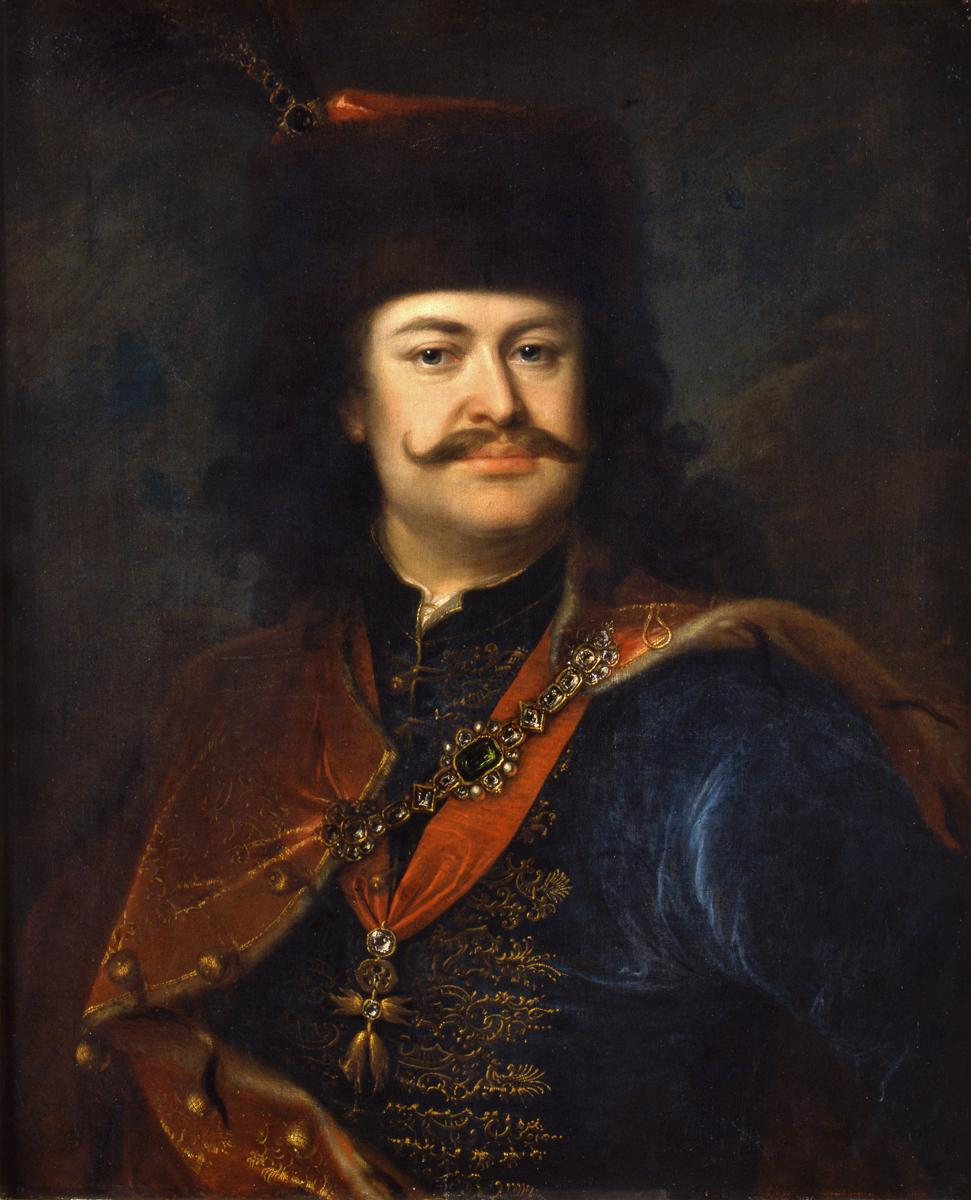
Francesc Rákóczi II

Quan ja semblava perduda la causa hongaresa independentista, per establir un Estat lliure del control dels Habsburg, va sorgir una figura, descendent de tres prínceps de Transsilvània: Francesc Rákóczi II. Era fill de l'exiliat Francesc Rákóczi I i net del Príncep Jordi Rákóczi II, per tant, en ser l'hereu principal de la família, comptava amb enormes extensions de terreny, i grans quantitats de diners per finançar qualsevol tipus de rebel·lió.
Quan els exèrcits de Leopold I d'Habsburg van avançar sobre els territoris hongaresos, moltes nobles es van resistir a rendir-se a les forces germàniques. Aquest fou el cas de la seva mare Helena Zrínyi i del seu padrastre Emeric Thököly. Van haver de suportar setges, fins que finalment Zrínyi va ser portada amb els seus fills (entre ells Francesc Rákóczi II) davant l'emperador a Viena. La mare va ser separada dels seus fills i Francesc va créixer en la cort de Viena durant un temps, fins que el 1700 va ser descobert conspirant contra l'emperador, intentant buscar aliats a França per aconseguir la independència d'Hongria. Va ser arrestat, però va aconseguir escapar amb ajuda d'un soldat prussià i va escapar a territoris polonesos, on la seva gent l'esperava. Rákóczi va saber treure profit de la sèrie de conflictes sorgits durant la Guerra de Successió Espanyola que va esclatar en 1701, i va reprendre els seus plans. Va aconseguir un exèrcit de 6.000 soldats hongaresos i de 600.000 mercenaris polonesos amb els quals va decidir marxar contra l'emperador germànic el 1703. Si bé la noblesa no va donar suport directament a aquesta rebel·lió, ja que la consideraven un mer alçament camperol, els exèrcits de Rákóczi van ocupar els territoris septentrionals hongaresos cap a finals d'aquell mateix any. Al cap de poc temps, van avançar i Transdanúbia va passar a les seves mans. L'assemblea de nobles de Transsilvània reunida a Gyulafehérvár el va escollir llavors el 1704 com a Príncep de Tota Hongria, i després va continuar amb les seves ofensives contra l'imperi germànic. No obstant això, una victòria germànica de Leopold I d'Habsburgo davant els francesos i bavaresos a la batalla de Blenheim, va posar en una posició en extrem avantatjosa a l'emperador. El 1606 Rákóczi no va poder rebre suport francès, i aviat es va veure forçat a retirar l'ofensiva que mantenia contra el nou emperador germànic Josep I d'Habsburg, fill del traspassat Leopold I.
El 13 de juny de 1707 es va reunir la Dieta hongaresa i va ser declarada per Rákóczi la deposició de la Casa d'Habsburg com a reis hongaresos. No obstant això aquest moviment polític no va tenir èxit, ja que el rei Lluís XIV de França es va negar a negociar amb el noble hongarès, perquè ja no li convenia. El 1708 es va produir la batalla de Trencín, on Rákóczi només va haver d'enfrontar-se a les tropes germàniques de l'emperador. El seu cavall va ensopegar i el va llançar a terra on va perdre el coneixement i, en pensar que estava mort, molts dels seus soldats van abandonar el camp de batalla. Aquest fet fou desastrós per a la seva rebel·lió, que va anar decaient cada vegada més, fins que el mateix Rákóczi es veié forçat a fugir a Polònia al febrer de 1711. En veure la seva causa perduda i sense aliats, Rákóczi va fugir a territoris de l'Imperi Otomà, on va morir a l'exili anys més tard. D'altra banda, el nou emperador Carles VI del Sacre Imperi Romanogermànic, que havia succeït el seu germà Josep I d'Habsburg aquell mateix any, es va encarregar de subjectar fermament, amb el seu poder, a tota Hongria, la qual es va lliurar al seu rei legítim, davant l'absència d'altres líders que poguessin enfrontar-s'hi.

## El destí de la regió de Transsilvània
A partir d'aquest moment, Hongria va patir un procés de cristianització promogut pels Habsburg. A poc a poc les ciutats van començar a recobrar vida, i entre moltes de les mesures adoptades, es van repoblar zones senceres amb immigrants germànics i eslaus. D'altra banda, les regions orientals del regne hongarès, especialment Transsilvània, van començar a rebre enormes quantitats d'immigrants romanesos que fugien des Valàquia, buscant refugi dels turcs i millors oportunitats de vida. Amb el pas dels segles, finalment la població romanesa a Transsilvània va augmentar desmesuradament i va superar l'hongaresa, per la qual cosa després de la Primera Guerra Mundial el 1919, es va privar Hongria de la regió transsilvana, i aquesta va ser atorgada a Romania.